# Fábula de Venecia
Fábula de Venecia (Favola di Venezia, en italiano) es una historieta de Corto Maltés publicada en 1977. Es una fábula, y por eso el original se publicó en color; Pratt siempre decía que las fábulas eran en colores [cita requerida].

## Sinopsis
La historia ocurre en 1921. Comenzaba el fascismo en Italia, cuyo máximo exponente sería Mussolini años más tarde. 
Corto es perseguido por un grupo de jóvenes fascistas que aman y practican la violencia. Corto se salva cayendo en medio de una reunión masónica. La mezcla de la realidad y el mito ha acompañado siempre al fascismo, al igual que ocurre en esta obra, en la que las leyendas se adueñan de la narración con la búsqueda de una esmeralda relacionada con la Clavícula de Salomón.